# Hyperolius horstockii
Hyperolius horstockii är en groddjursart som först beskrevs av Hermann Schlegel 1837. Den ingår i släktet Hyperolius och familjen gräsgrodor. Inga underarter finns listade i Catalogue of Life. Arten finns i södra Sydafrika.

## Beskrivning
Hyperolius horstockii är en stor groda för att vara en gräsgroda med horisontal pupill och beige till brun rygg. Ryggen är vanligen enfärgad, men kan ha svarta prickar. Från nosen längs sidorna går ett sammansatt band, blekt upptill och mörkbrunt nertill. Det har ofta dessutom en tunn, svart skiljelinje mellan de två färgskikten. Inner- och undersidorna av benen och fötterna är orange till röda, hanens strupe tydligt brungul, och buken blekt beige och lätt grynig. Kroppslängden kan nå upp till 43 mm. Grodynglen är bruna med mörkare längsband vid stjärten. När de är som störst kan de bli 40 mm långa.

## Utbredning och status
Arten är endemisk för Sydafrika, där den finns i Östra Kapprovinsen och Västra Kapprovinsen. Populationen är inte särskilt fragmenterad, och grodan är inte speciellt störningskänslig. Internationella naturvårdsunionen (IUCN) klassificerar den som livskraftig ("LC"); de har dock konstaterat viss populationsminskning till följd av introducerad, främmande växtlighet som kan torka ut våtmarkerna i vilka de lever, byggnation och uppodling. Bränder kan utgöra ett möjligt hot.

## Ekologi
Habitatet utgörs av våtmarker i kustnära hedområden i fynbos-bältet på relativt låg höjd (under 500 m).
Arten leker från tidig vår till sommar i vattentråg, dammar, våtmarker och långsamrinnande vattendrag, alla med vattenväxter som den kan fästa äggen vid. Hanarna ropar på honorna från buskage nära vattnet, vassruggar och munkhättor. Honan fäster de vita äggen vid rötterna på vattenväxter.